# بانکسیا ساحلی
بانکسیای ساحلی(نام علمی: Banksia integrifolia) نام یک گونه از سرده بانکسیا است.